# Soveria Simeri
Soveria Simeri (pron. Soverìa Sìmeri) è un comune italiano di 1 439 abitanti della provincia di Catanzaro in Calabria.
Confina con i comuni di Sellia, Sellia Marina, Simeri Crichi e Zagarise.

## Storia

### Antichità
Alcuni ritengono che il nome originario di Soveria Simeri fosse quello di Trischene perché comprendeva tre zone: Simeri, Soveria e Crichi. In seguito ad un forte terremoto alcune parti sprofondarono e tutta la zona rimase divisa in tre tronconi, sui quali sono ubicati i paesi attuali. Dovrebbe avere una origine remotissima che risale al periodo della Magna Grecia.
Successivamente, nel Medioevo, godette di qualche importanza e, come si racconta, Simeri, nucleo originario, fu sede di un ducato. Si riscontrano infatti antichi reperti archeologici come il castello, di cui rimangono ancora ruderi e la cattedrale oggi quasi del tutto diroccata; nelle campagne circostanti sono state trovate anche monete ed anfore del periodo greco.
Secondo alcuni racconti, riportati da alcuni anziani, una galleria congiungeva Soveria con il troncone originario di Simeri. Notizie desunte da due Cronache, riferiscono, che tre sorelle di Priamo (Etilla, Astioche e Medesicaste), scampate alla rovine di Troia, approdarono ad Uria, nei pressi di Sellia Marina e vi edificarono tre tabernacoli (Treis Schenè). Origini lontane, ma certamente greche, comprovate dal ritrovamento di scheletri ed oggetti loro posti accanto, di monete con sul dritto due o tre tabernacoli e sul rovescio il Minotauro. Da qui ha inizio la storia di Trischene, grande e fiorente cittadina collocata tra le attuali Crotone e Squillace.
Fu prima sotto le dipendenze della città di Pitagora mentre più avanti, in seguito alla grande espansione romana, per sfuggire alle minacce dei Bruzi e dei Cartaginesi, si pose sotto il protettorato di Roma, fino a divenirne una colonia, senza però mai assurgere al rango di "Municipium".
Alla caduta dell'Impero romano d'Occidente, le incursioni arabe e saracene che in tutta la Calabria meridionale, spinsero le popolazioni a rifugiarsi nell'entroterra, in accampamenti e piccoli villaggi arroccati sulle montagne, interessarono anche Trischene la quale venne distrutta nel X secolo. In seguito a ciò una parte della popolazione fu costretta a rifugiarsi sul monte Panormite (Taverna Vecchia) e l'altra parte scelse il monte Selion (Sellia Superiore) ma nulla ci impedisce di pensare che un nucleo anche esiguo di persone scelse l'attuale territorio di Soveria dando origine a Casal Suveria.

### Dal XVI secolo ad oggi
Nel 1541 il territorio di Soveria Simeri era di proprietà del Duca Ignazio Barretta appartenente al Ducato di Simeri. Alla sua morte i suoi beni rimasero abbandonati per alcuni anni (poiché non aveva eredi), finché divennero possedimento dei fattori e dei contadini che erano stati al servizio del Duca. Pare che il borgo sia stato fondato alla fine del XVI secolo da alcuni componenti delle famiglie Grande e Gareri. La prima parte del nome, Soveria, ha origine fitonimica e potrebbe derivare da sorbo o dal calabrese suveru, "sughero". La seconda, invece, è stata quasi sicuramente originata dal fiume Simeri che scorre sul territorio. Ebbe inizialmente il nome di Casal Soveria in ragione di un fitto bosco di sugheri che ne occupava il territorio.
Successivamente il centro fu aggregato alla terra di Simeri. Come casale di Simeri, appartenne ai Borgia fino al 1622. I primi nuclei abitabili sorsero nel luogo di una chiesa dedicata a San Nicola che attualmente trovasi all'inizio del paese. Dopo i Borgia, la terra passò ai Ravaschieri principi di Satriano. Francesco, feudatario della casata, la donò alla moglie Agata Pallavicino e ordinò che da quel momento il paese prendesse questo nome (si chiamò, infatti, Pallavicino fino al 1806). Nel 1664, per decisione del proprio Parlamento, Pallavicino venne aggregato alla terra di Simeri con privilegio di esenzione di alcuni paesi ed il pagamento di duecento ducati. Il casale di Simeri fu poi dei De Fiore, dei Barreta Gonzaga e dei De Nobili che vi rimasero fino al 1806, anno dell'eversione della feudalità. Sotto il governo di Belcastro, con il titolo di università, fu indicato anche con il nome di Soveria di Catanzaro.
Nel 1811, in seguito al riordino amministrativo, fu messo a capo del circondario comprendente i comuni di Simeri, Sellia e Zagarise. Nel 1956 parte del suo territorio, compreso lo sbocco a mare, fu assegnato al costituendo comune di Sellia Marina.

## Società

### Evoluzione demografica
Abitanti censiti

## Economia
L'economia è prevalentemente agricola con un buon sviluppo del settore primario. Rinomate sono le produzioni di agrumi, olio, miele, insaccati, latticini, e prodotti biologici. L'artigianato fruisce di tre laboratori di lavorazione del vetro soffiato, nei quali si producono prodotti esportati anche all'estero, e due per il ferro battuto.

## Infrastrutture e trasporti
Il comune è collegato con la Strada statale 106 Jonica e con la Strada statale 109 della Piccola Sila tramite le strade provinciali 11 e 15.

## Amministrazione
| Periodo        | Periodo        | Primo cittadino      | Partito                            | Carica  | Note |
| -------------- | -------------- | -------------------- | ---------------------------------- | ------- | ---- |
| 6 giugno 1993  | 27 aprile 1997 | Mario Raimondo       | Partito Democratico della Sinistra | sindaco |      |
| 27 aprile 1997 | 13 maggio 2001 | Ippolito Pietro      | Cristiani Democratici Uniti        | sindaco |      |
| 13 maggio 2001 | 29 maggio 2006 | Rita Rosina Fratto   | lista civica                       | sindaco |      |
| 29 maggio 2006 | 16 maggio 2011 | Mario Amedeo Mormile | UDEUR                              | sindaco |      |
| 16 maggio 2011 | 5 giugno 2016  | Aldo Carmine Olivo   | lista civica "La Rinascita"        | sindaco |      |
| 5 giugno 2016  | in carica      | Mario Amedeo Mormile | lista civica "Soveria Nel Cuore"   | sindaco |      |